# Lesostep

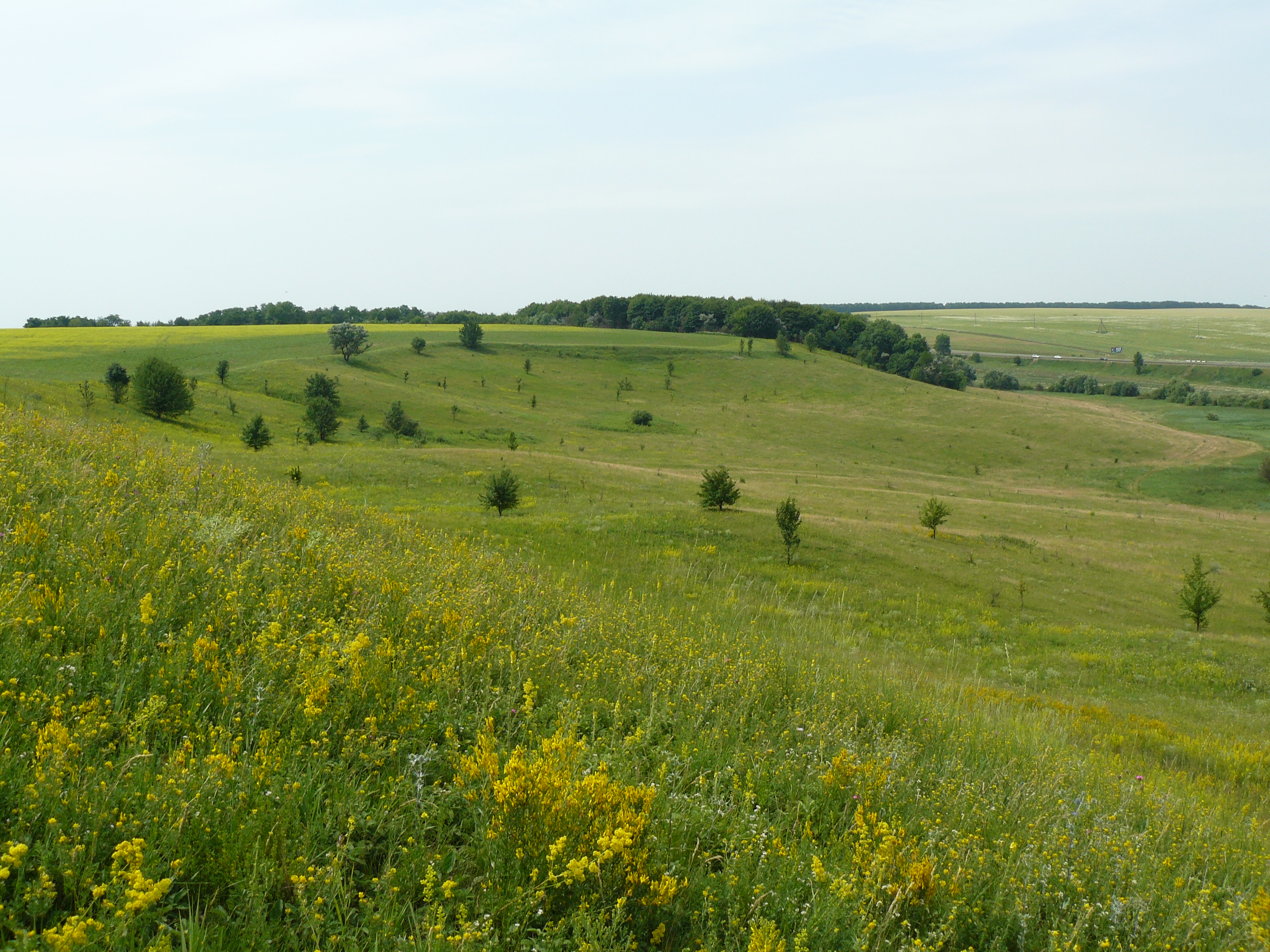
Polokulturní lesostepní krajina v Rusku

Lesostep je jeden ze zemských biomů. Rozkládá se v přechodových oblastech mírného pásu a jedná se de facto o široký ekoton, v němž se přirozeně dynamicky prolíná zóna travnatých stepí se společenstvy temperátních opadavých listnatých nebo jehličnatých lesů. Klima je zpravidla kontinentální, se slunečným a teplým létem a mrazivou zimou. Maximum srážek bývá v létě a bývá jich více než v sousedním pásmu stepí, což na některých místech již umožňuje růst stromů; les je zde ovšem na hranici svých ekologických možností. Vzhledem ke komplexní struktuře lesostepní krajiny tvořené mozaikou biotopů a jejich ekotonů zde bývá větší diverzita druhů než v přiléhajících biomech. Faunu lesostepi tvoří zástupci obou přiléhajících pásem (temperátních a boreálních lesů a stepí). Typičtí jsou například hlodavci (svišť, sysel), zajícovci, hmyzožravci, někteří jelenovití a další kopytníci, šelmy (lasice, lišky, vlci) a ptáci (drop, křepelka, bažant, orel); někteří velcí býložravci (zubr) byli lokálně vyhubeni.
Lesostepi se nacházejí ve východní Evropě až po jižní Ural a dále v jižních oblastech Sibiře, v jihozápadoasijské Íránské vysočině a ve Střední Asii, přičemž opisují zhruba kruh kolem nejsušších (aridních a stepních) oblastí kontinentu. Dále se vyskytují též v Prérijních provinciích jižní Kanady nebo na jižní polokouli v Patagonii. Do České republiky zasahuje zóna lesostepi jen okrajově na jižní Moravu a do severozápadních Čech.
Vzhledem k příznivé poloze a většímu množství ekosystémových služeb, které lesostepní mozaika biotopů poskytuje oproti zapojenému lesu či zonální stepi, patřily tyto oblasti často k nejstarším osídleným místům v krajině. V současné době byla většina lesostepí, stejně jako stepí, zpravidla již přeměněna v ornou půdu, sady, vinice či lesní kultury a jejich přirozená dynamika, spočívající např. v periodických požárech nebo pastvě velkých býložravců, uměle potlačena. Fragmenty jsou chráněny v přírodních rezervacích, mnohé lesostepní biotopy však patří mezi kriticky ohrožené ekosystémy nebo již zcela zanikly.

## Obecná charakteristika

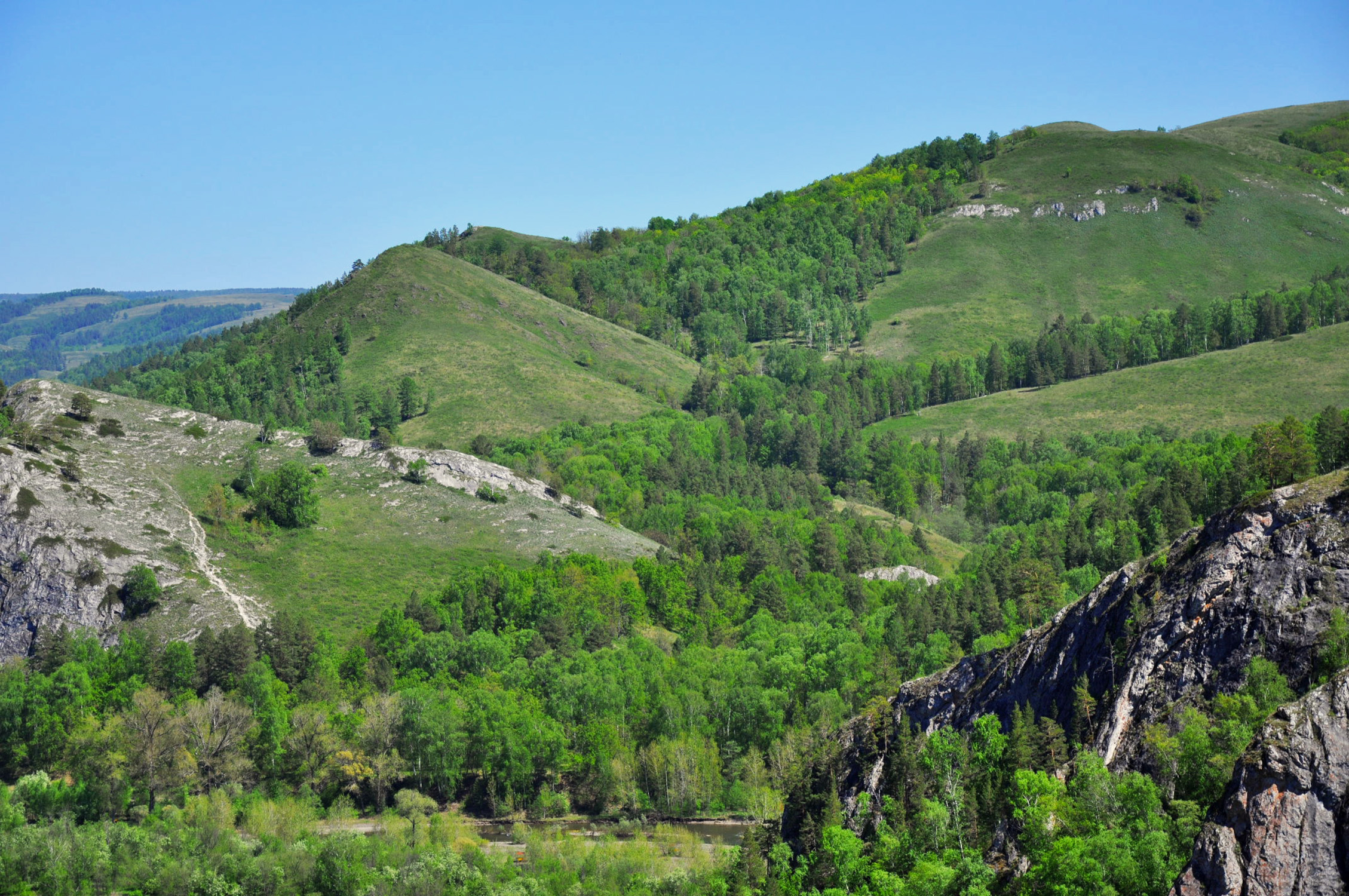
Charakteristické rozložení přirozené expoziční lesostepi na hranách svahů v Baškortostánu (Rusko)

Lze rozlišovat různé podoby lesostepí. Mohou to být světlé otevřené lesy či rozvolněné parkovité porosty v mírně zvlněné krajině a na hlubších půdách, které se přirozeně prolínají se stepní složkou a většina světlomilných druhů je schopna růst i v nich (difúzní ekoton). Jiným typem je tzv. expoziční lesostep, kdy stepní trávníky jsou rozloženy na exponovaných jižních svazích a lesy naopak na odvrácených severních stranách kopců a v údolích; přechod mezi nimi je zpravidla ostrý a lesy jsou zapojenější a stinné. Další variantou jsou lesy na svazích údolí, v ruštině nazývané bajraky (bajračnyj les), zatímco temena kopců porůstá step. V teplejších oblastech i mimo vlastní lesostepní zónu vznikají někdy v lesích na mělkých půdách a okolo skalních výchozů víceméně trvalé světliny, nazývané lesostepní polanky či pleše, často s velikou diverzitou sucho- a světlomilných nelesních druhů rostlin i bezobratlých. Na přechodu mezi lesem a bezlesím mohou být vyvinuta též společenstva teplomilných lesních lemů.
Poměr lesní a neslesní složky je dynamický a stejně jako hranice obou sousedních biomů se proměňuje a posouvá v prostoru a čase. Ovlivňován byl historicky zejména klimatem: v chladnějších a vlhčích periodách expandoval les, v sušších a teplejších naopak stepi. Svou roli hrál také režim pravidelných disturbancí, ať již to byly požáry, pastva velkých býložravců či maloplošný a udržitelný vliv lidské činnosti. K velkoplošným a drastickým přeměnám lesostepní krajiny došlo v novověku, kdy byla většina krajiny trvale odlesněna a posléze rozorána. Po opuštění intenzivní zemědělské činnosti na některých méně výhodných plochách a ponechání půdy ladem, které se zhusta děje počátkem 21. století, se na opuštěných úhorech poměrně rychle obnovují polopřirozená, přírodě blízká travinná společenstva, byť s dílčím zastoupením nepůvodních druhů rostlin. Lesní složka, která je v lesostepi přirozeně na hraně svých ekologických možností, se v odlesněné krajině bez refugií a zdrojů diaspor obnovuje mnohem pomaleji.

## Východoevropská lesostep

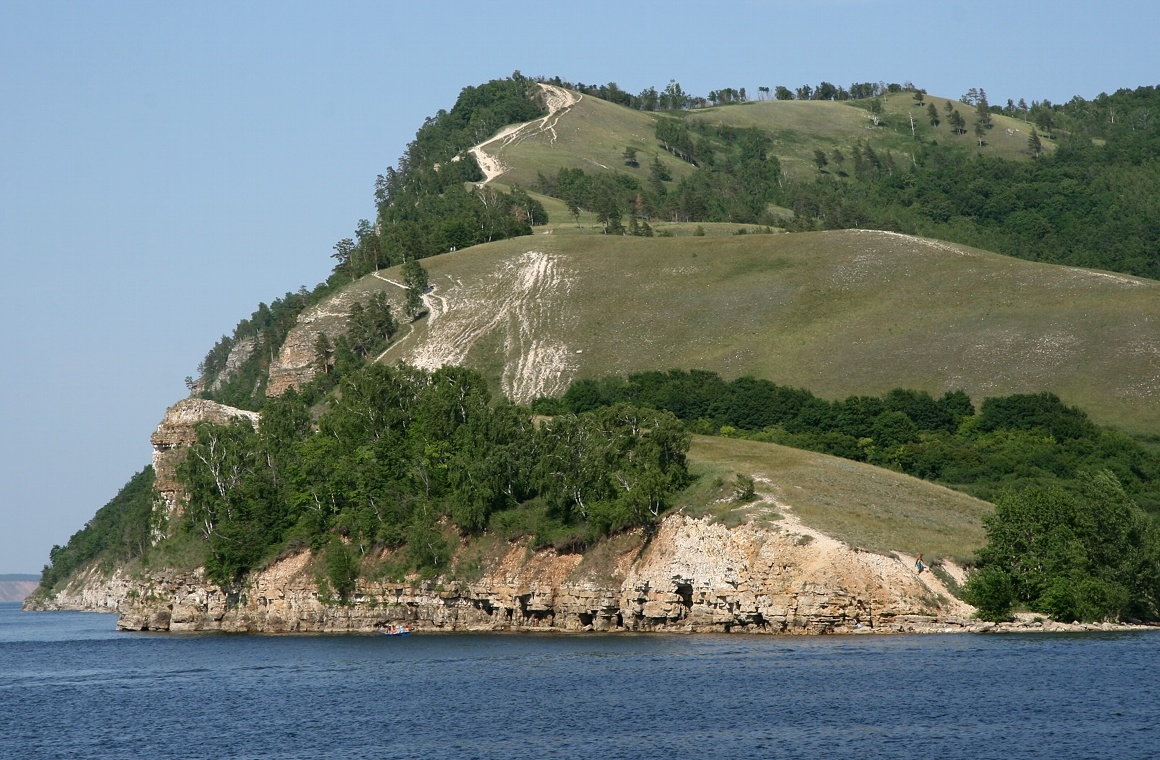
Molodecky kurgan poblíž Togliatti v Rusku

V Eurasii se lesostepi nacházejí v rozsáhlém nepřerušeném pásu sahajícím od Panonské a Valašské nížiny až po jižní Ural, s jádrem na severu Ukrajiny a na jihu Ruska v prostoru zhruba vymezeném městy Kyjev, Voroněž, Samara, Orenburg, Ufa a Kazaň; na jihu zasahuje též na Krym a na severní podhůří Kavkazu. Okrajově sahá lesostepní zóna až na jižní Moravu. Nabývá zde podoby velkoplošné mozaiky lesa a bezlesí. Bezlesí je tvořeno suchými širokolistými i úzkolistými trávníky a stepními loukami z fytocenologické třídy Festuco-Brometea, ve kterých se kromě převládajících porostů travin (kavyly, kostřavy, válečka prapořitá, vousatka prstnatá, ovsíř stepní) vyskytuje oproti čistým stepím i větší množství kvetoucích širokolistých bylin, například různé šalvěje, omany, sasanka lesní, tužebník obecný, hadinec červený, smldník jelení, ožanka kalamandra, máčka ladní, bělozářka větevnatá, cibulovité kosatce, tulipány a mnoho dalších. Mohou se zde vyskytovat též nízké suchomilné křoviny se slivoněmi, čimišníky a tavolníky.

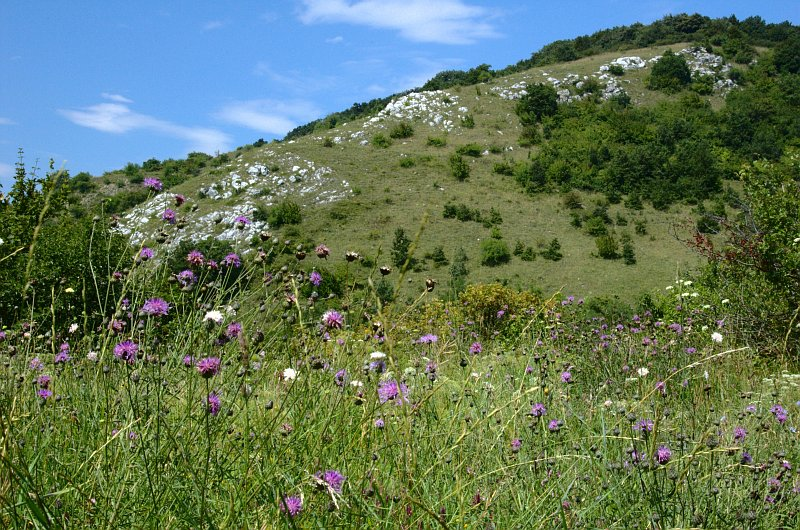
Skalní lesostep na Devínske kobyle v Malých Karpatech

Ostrůvky lesa se vyskytují na hlubších, vlhčích a produktivnějších půdách, v terénních sníženinách nazývaných „kolky“, na chráněných severních svazích a hranách údolí (svahové lesíky bajraků) a podobně. Jsou to převážně teplomilné doubravy s dominantním dubem letním, na slunných svazích též dubem pýřitým, a druhově velmi bohatým keřovým i bylinným patrem; směrem k severu nebo na eutrofnějších stanovištích přecházejí ve smíšené mezofilní doubravy až dubohabřiny s příměsí ušlechtilých listnáčů (jasan ztepilý, javor mléč, lípa, jilm). Typickými dřevinami keřového patra jsou javor tatarský, jasan zimnář, babyka, líska, brsleny, mahalebka, svídy či hlohy. Na chudých písčitých půdách jsou rozšířeny bory s borovicí lesní, v okolí vodních toků lužní lesy. Na disturbovaných místech vyrůstají pionýrské březové háje. Typické jsou též světlé háje jižního Uralu tvořené na suchých stanovištích duby, na východních svazích pak břízami, osikami, borovicemi či modříny, s bohatým podrostem světlomilných lučních a stepních bylin, z nichž mnohé mají areál zasahující až do střední Evropy (zvonek klubkatý, šanta lesostepní, světlice barvířská, kopretina chocholičnatá a další).
Krajina východoevropské lesostepi, především ta na úrodných černozemních půdách, byla silně přeměněna člověkem a její přirozená podstata pozměněna či zcela ztracena; pouze nepatrný zlomek původní rozlohy je chráněn v přírodních rezervacích.

## Lesostep v Česku

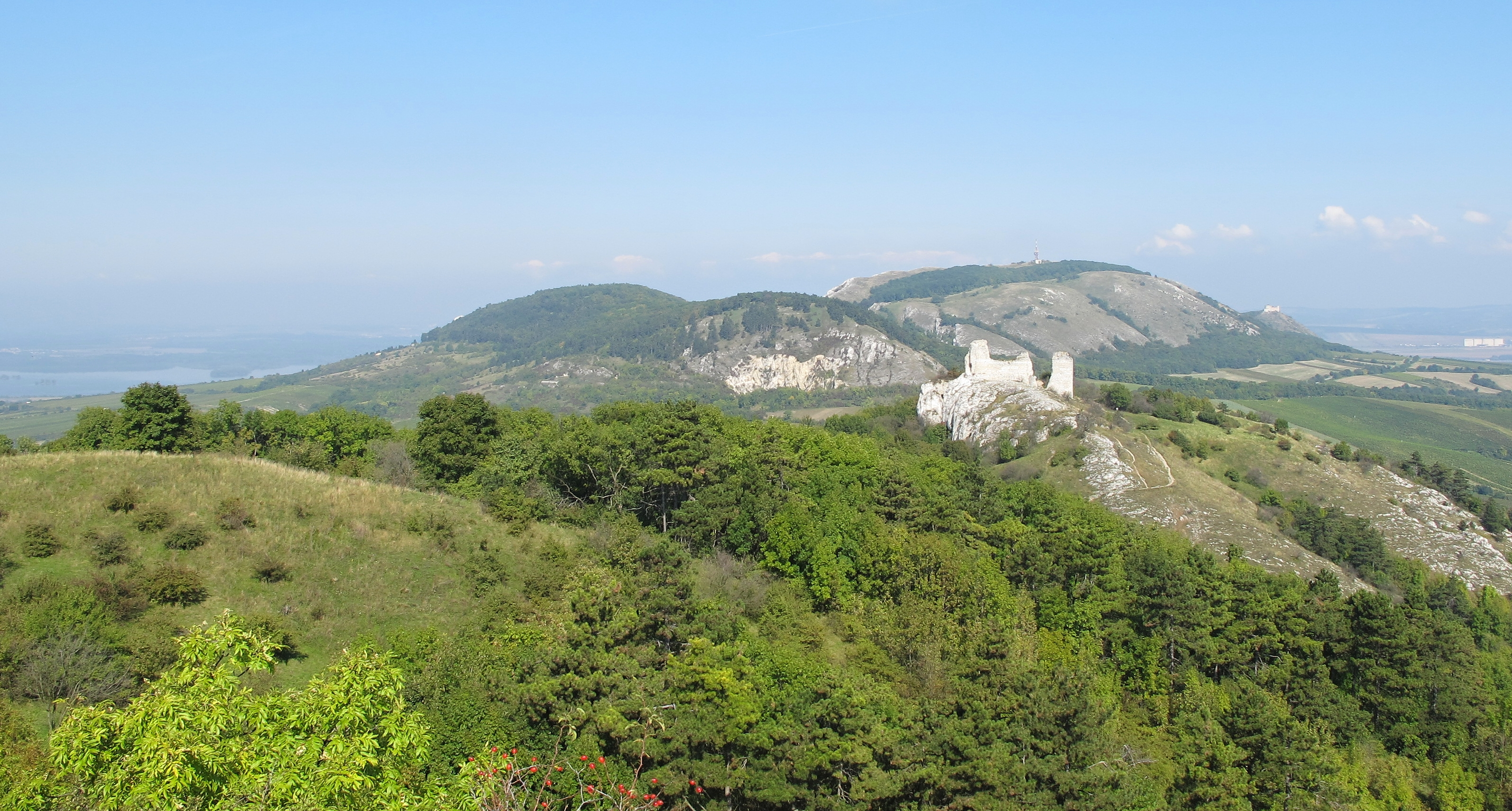
Krajina na Pálavě

Do České republiky zasahuje zóna lesostepi jen okrajově a zahrnuje dvě oddělené oblasti: izolovanou exklávu Českého středohoří a severozápadních Čech, v níž je suchomilná vegetace vyvinuta díky srážkovému stínu Krušných hor, a panonskou oblast jižní Moravy. Zachovalé fragmenty lesostepí lze vidět například v národních přírodních rezervacích Pouzdřanská step-Kolby, Malhotky, Tabulová hora a Děvín-Kotel-Soutěska v Pavlovských vrších nebo v lesních komplexech Ochozy mezi Kobylím a Němčičkami s přírodními rezervacemi Jesličky, Zázmoníky, Nosperk a dalšími. V českém prostředí je ovšem většina suchých trávníků v lesostepní mozaice s největší pravděpodobností sekundárního původu a po opuštění pravidelné pastvy či seče jim hrozí zarůstání křovinami a náletovými dřevinami. Ohrožením je též nevhodné zalesňování (např. borovicí černou) a invaze nepůvodních druhů stromů (pajasan žláznatý, trnovník akát).
Výzkumy zároveň ukazují, že krajina vzhledem i druhovým složením podobná současným chladným lesostepím jižní Sibiře a Altaje (viz následující odstavec) se ve středoevropském prostoru rozkládala též v průběhu posledních ledových dob.

## Lesostep vAsii

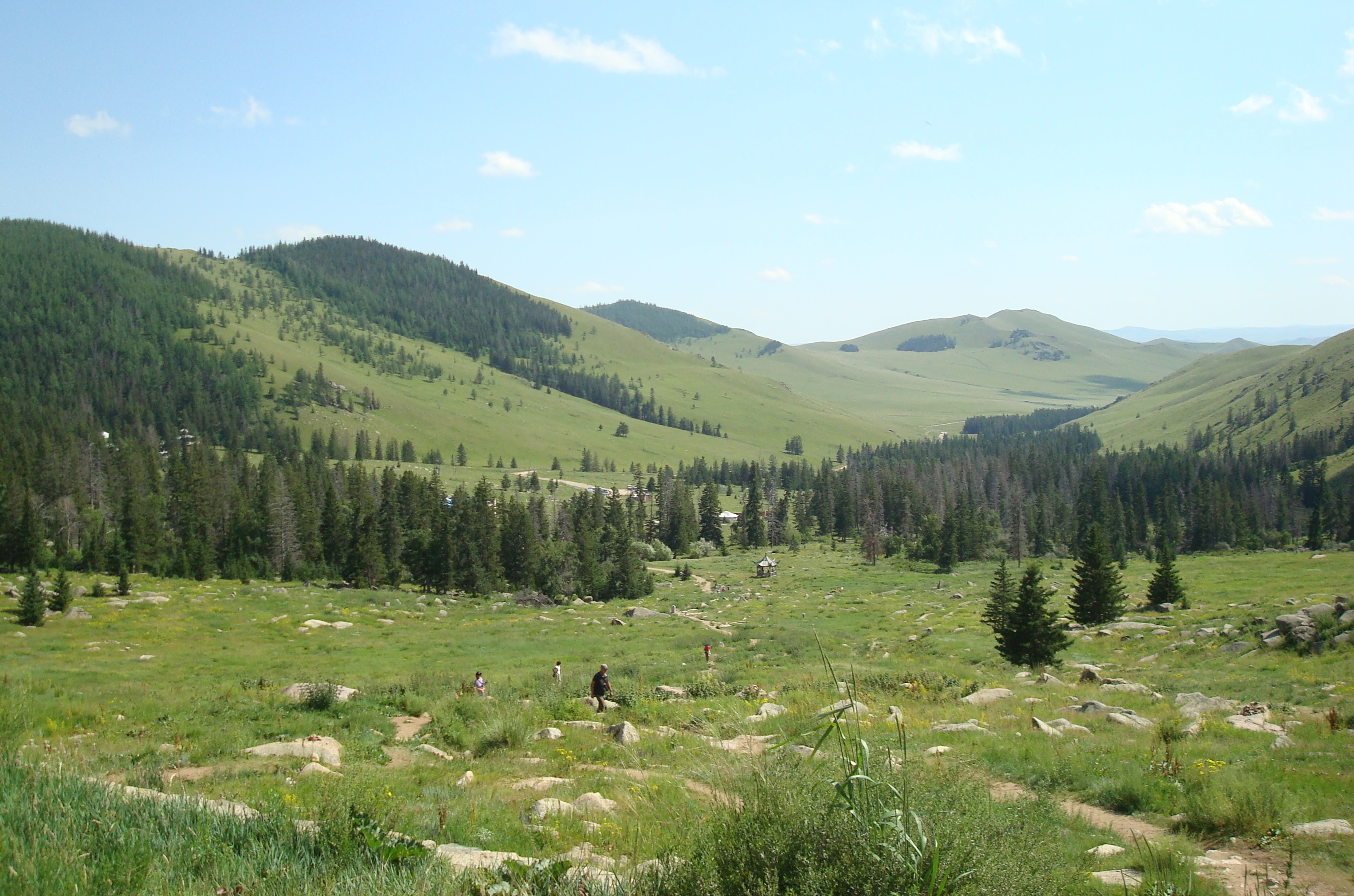
Přechod mezi stepí a tajgou v Mongolsku

Zóna lesostepí východní Evropy pokračuje za Uralem dále na východ, zde však již netvoří zcela souvislý pás vzhledem k více hornatému reliéfu. Na jižní Sibiři zahrnuje několik oblastí (ekoregionů) a sahá zhruba od jihovýchodního úpatí Uralu přes úzký pruh kolem hranice Kazachstánu a Ruska (Baškortostán a přilehlé oblasti), okolo Altaje do severního Mongolska (Daurská lesostep) a oblastí jihovýchodně od jezera Bajkal až po řeku Amur. Klima je zde kontinentální, místy i dost chladné, s dlouhými studenými zimami a mírnými léty. Srážky jsou nízké. Lesostep zde tvoří mozaikovitý přechod mezi sibiřskou tajgou, smíšenými hemiboreálními lesy a kazašskou, respektive mongolsko-mandžuskou travnatou stepí. Na Altaji je jedním z výškových vegetačních stupňů. Lesíky se vyskytují roztroušeně na místech s dosažitelnou vláhou: v nížinách převážně podél vodních toků a v terénních sníženinách, ve vyšších polohách na závětrných, severních či východních svazích kopců, a jsou tvořeny převážně borovicemi (borovice lesní, více na sever též borovice sibiřská), modříny, břízami, osikami, některými javory a jilmy (Ulmus pumila). Na zamokřenějších místech mohou růst vrby. Bezlesou složku tvoří suché trávníky a luční stepi fytocenologické třídy Cleistogenetea squarrosae, řádu Helictotrichetalia sсhelliani; krom travin, jimiž jsou dvouřadec kostrbatý (Cleistogenes squarrosa), středoasijské druhy kavylů, kostřav či smělků, a některých ostřic se v nich vyskytuje i značné bohatství dvouděložných bylin (ze známějších například šišák bajkalský, sápa hlíznatá, vícero druhů mochen, kozinců, vikví, žluťuchy, koniklece či pelyňky).

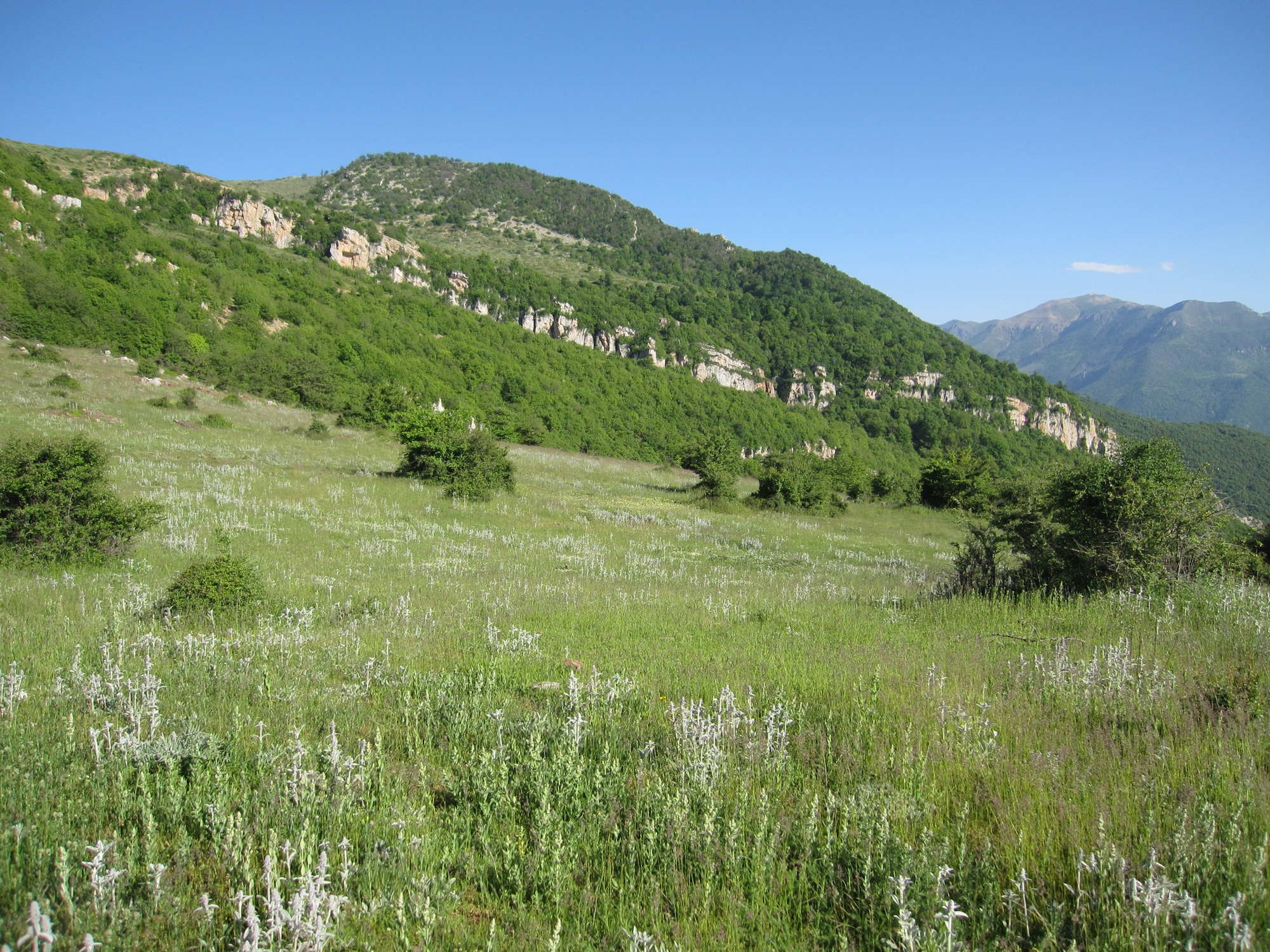
Krajina v oblasti Golestán v Íránu

Lesostepi se nacházejí také v Íránské vysočině a v jejím okolí (pohoří Zagros, Alborz, Kurdistán, podhůří Kopet-Dag, středovýchodní Anatolie, Turkestán). Jde o oblasti se suchým kontinentálním klimatem, často se značnými teplotními rozdíly mezi dnem a nocí, zimou a létem. Lesní složka je tvořena převážně duby, například dubem velkokvětým, hálkovým (Quercus infectoria) nebo druhem Quercus brantii, dále pistáciemi, jalovci, mnohými slivoněmi (např. planými mandloněmi, meruňkami), hrušněmi, hlohy a jinými růžovitými, okolo vodních toků jasanem úzkolistým či ořešáky. Lesy jsou řídké, prosvětlené, s podrostem stepních rostlin, postupně přecházející v porosty roztroušených křovin s kozinci a šalvějemi, do suchých stepí a pelyňkové polopouště.

## Lesostep vAmerice

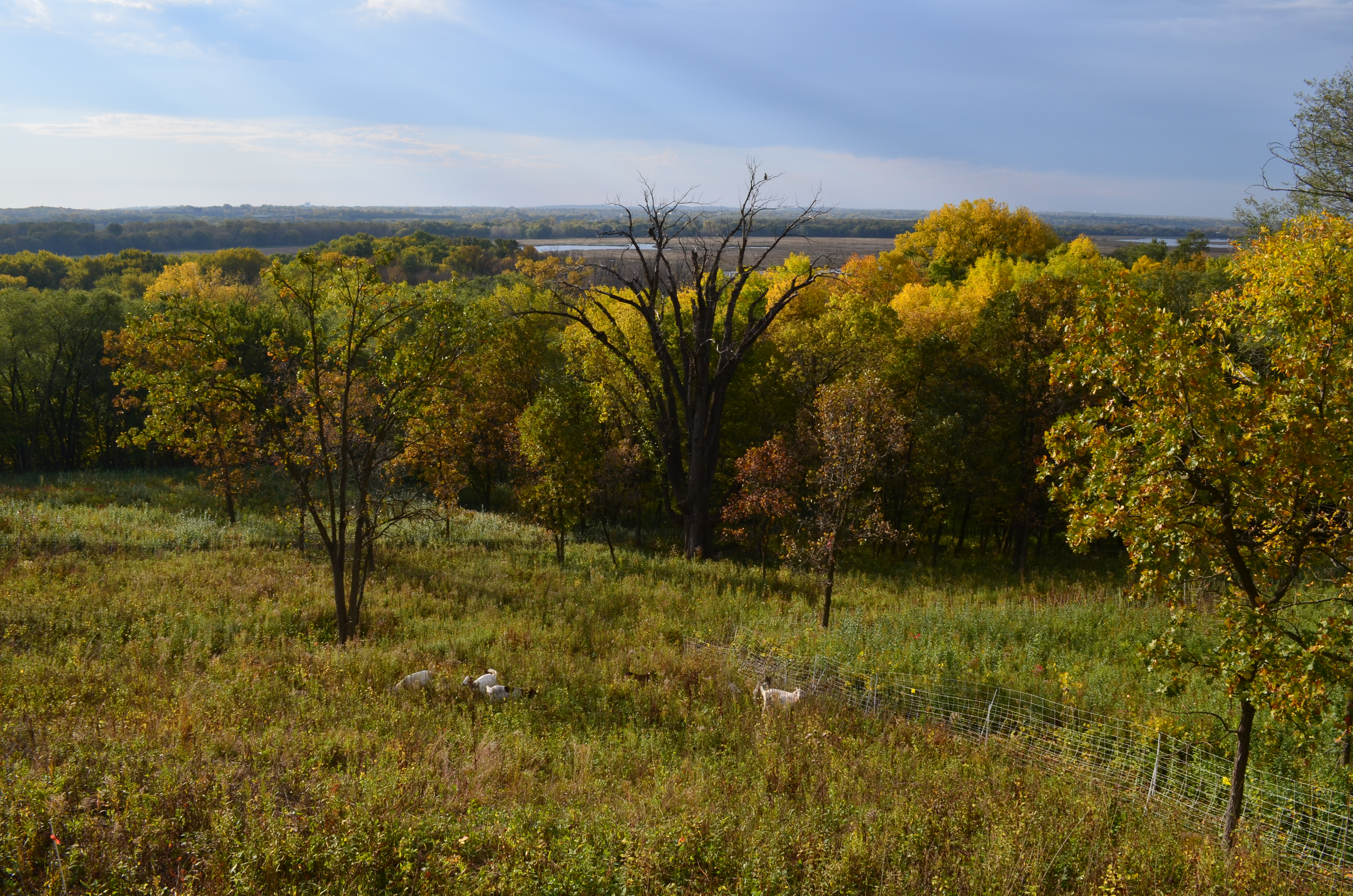
Dubové řídkolesy (tzv. Oak savannas) v Minnesotě

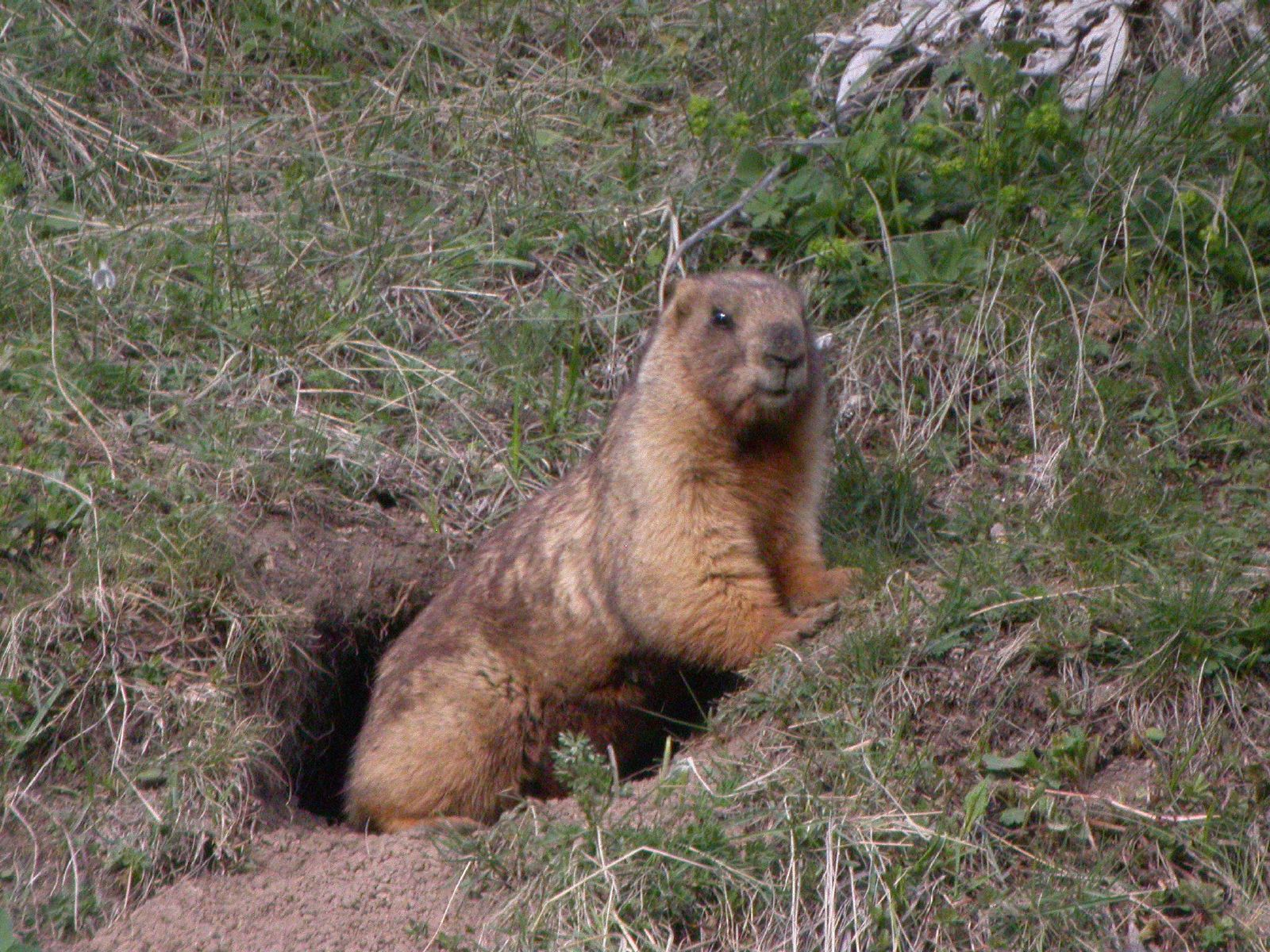
Svišť šedý

Podobné přechodné pásmo lesostepi existuje též na severoamerickém kontinentu, a to v rovnoběžkovém i poledníkovém směru. V centrální Kanadě a na středoseveru Spojených států představuje lesostep ekoton mezi velkými prériemi Středozápadu a kanadskou tajgou. Jedná se o někdejší zaledněné území s mnoha jezery a zamokřenými sníženinami. Lesní vegetace je tvořena především háji topolu osikovitého a topolu balzámového, západněji okolo Velkých jezer též řídkými „dubovými savanami“ s několika druhy dubů či lipovo-javorovými lesíky. Na písčitých půdách roste borovice pokroucená a borovice Banksova, na silněji zamokřených modřín americký, smrk černý a různé vrby. Časté jsou křoviny s lískami, vrbami, svídou výběžkatou a podobně. Přechodu ke klimaxovému lesu s jedlí balzámovou a smrkem sivým brání pravidelné požáry. Původní habitat je silně fragmentovaný a přeměněný na zemědělskou půdu, největší rezervací je Moose Mountain Provincial Park v Saskatchewanu.
V poledníkovém směru je lesostep přechodem mezi prériemi a opadavými lesy amerického východu a rozkládá se v prostoru od Velkých jezer směrem na jih. Lesní složka je tvořena dubovými řídkolesy a lipovo-javorovými háji a porůstá někdejší ledovcové morény, terénní sníženiny, břehy vodních toků a podobně. Traviny převládají na planinách, dominantní složkou jsou různé druhy rodu Andropogon.
 

Na samém jihu Jižní Ameriky, v Patagonii, najdeme dynamicky se proměňující lesostepní ekoton v úzkém pruhu mezi pabukovými lesy, háji s převažujícím jehličnanem Austrocedrus chilensis a suchými trávníky ve srážkovém stínu východní Patagonie.

## Lesostepní fauna
Lesostepi jsou obývány různými hlodavci, zajícovci, hmyzožravci, některými jelenovitými a dalšími kopytníky, šelmami (lasice, lišky, vlci) a rozličnými ptáky (často dravci nebo hrabaví). Mezi typické zástupce lesostepní fauny ve východní Evropě patří svišť bobak (Marmota bobak) a sysel obecný. Dříve zde žili i zubr evropský a sajga tatarská, oba druhy však byly v těchto místech vyhubeny. V oblasti Altaje žije svišť šedý, svišť tarbagan a různí zajícovci (zajíci, králíci, pišťuchy). Z větších druhů se zde objevuje například ovce argali a z šelem to je například jezevec lesní a vzácně i irbis. Dále na východ lze v lesostepních oblastech nalézt i gazelu dzeren, která však jako stanoviště preferuje především step. V lesostepích Íránu žijí levharti perští, medvědi syrští, kuny skalní, divoké ovce, kozy a prasata.
Lesostep v Kanadě je domovem pro losy, jelence běloocasé, zajíce měnivé, kojoty, lišky, vlky a medvědy baribaly. Nachází se zde i množství hlodavců. Dříve se jednalo i o okrajový habitat pro bizony. Z ptáků zde žijí například jeřábci kanadští, ledňáčci a straky.

## Galerie

Vymezení ekoregionu Východoevropská lesostep v rámci WWF
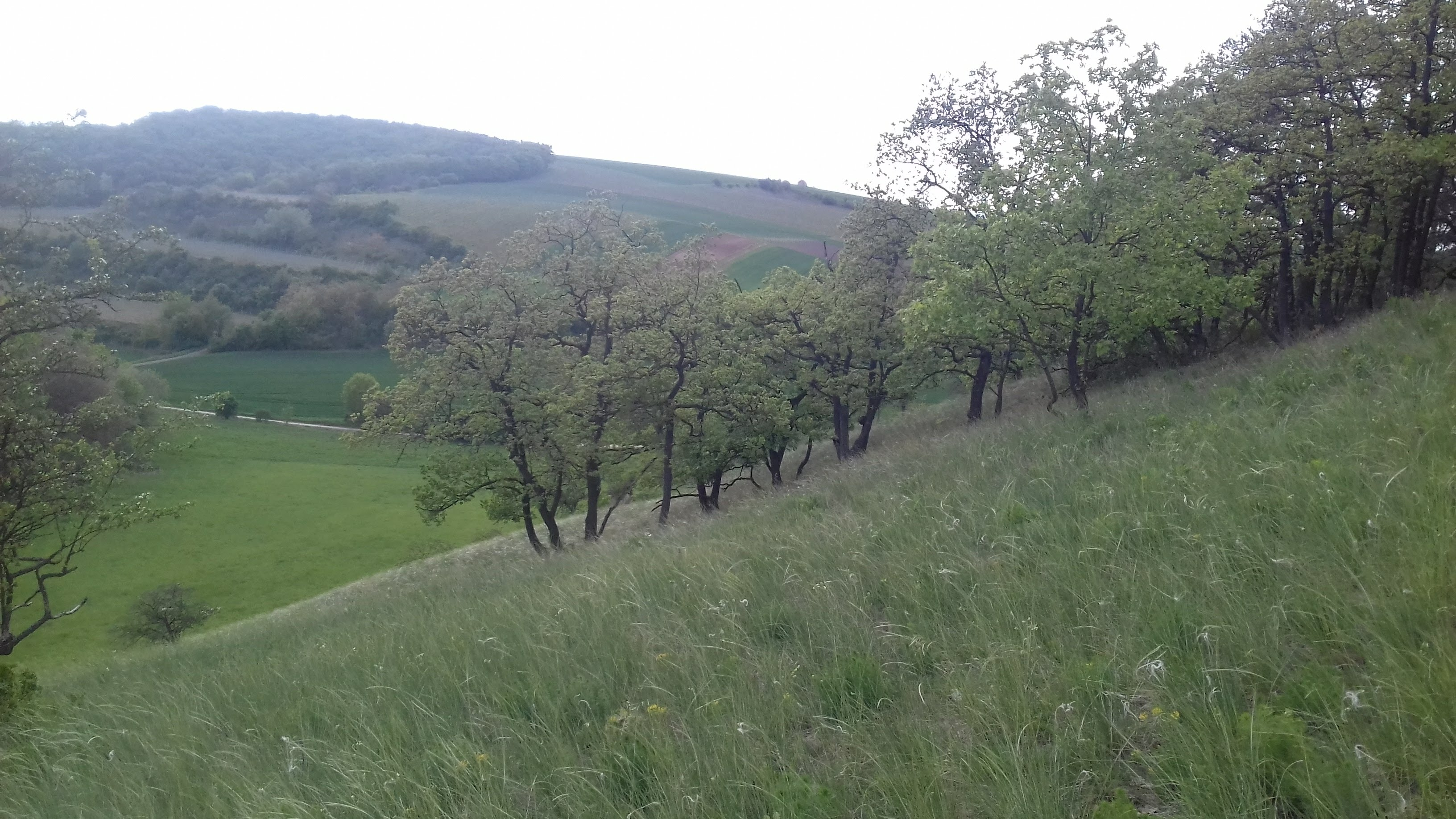
Šípáková doubrava přecházející do stepního trávníku v přírodní památce Jesličky, jižní Morava
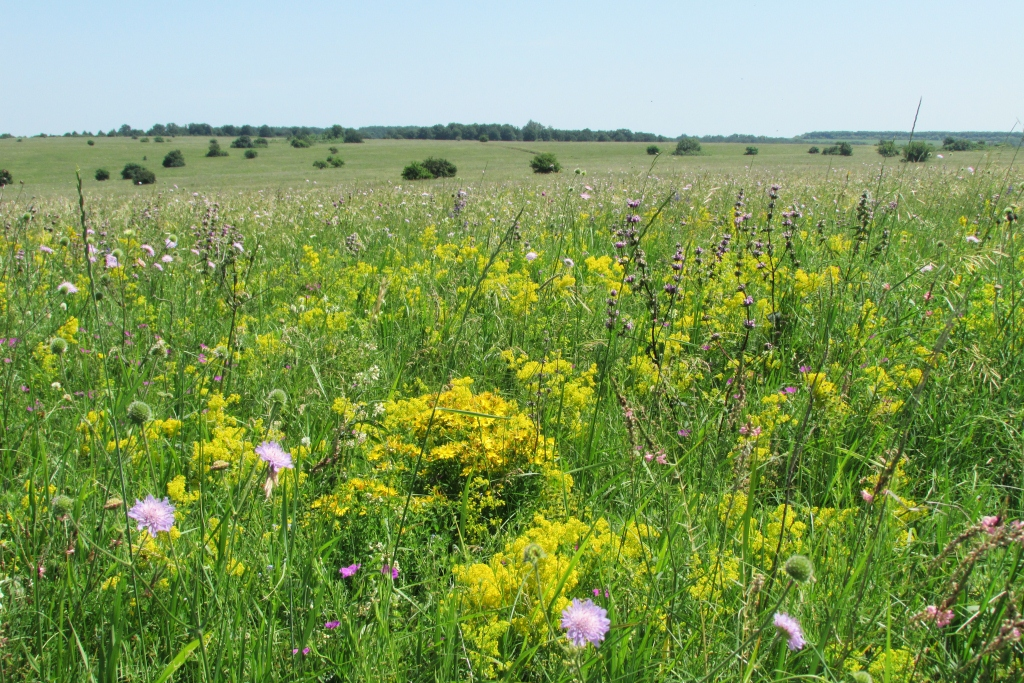
Kvetoucí stepní louka na Jamské stepi (Rusko, Kurská oblast)
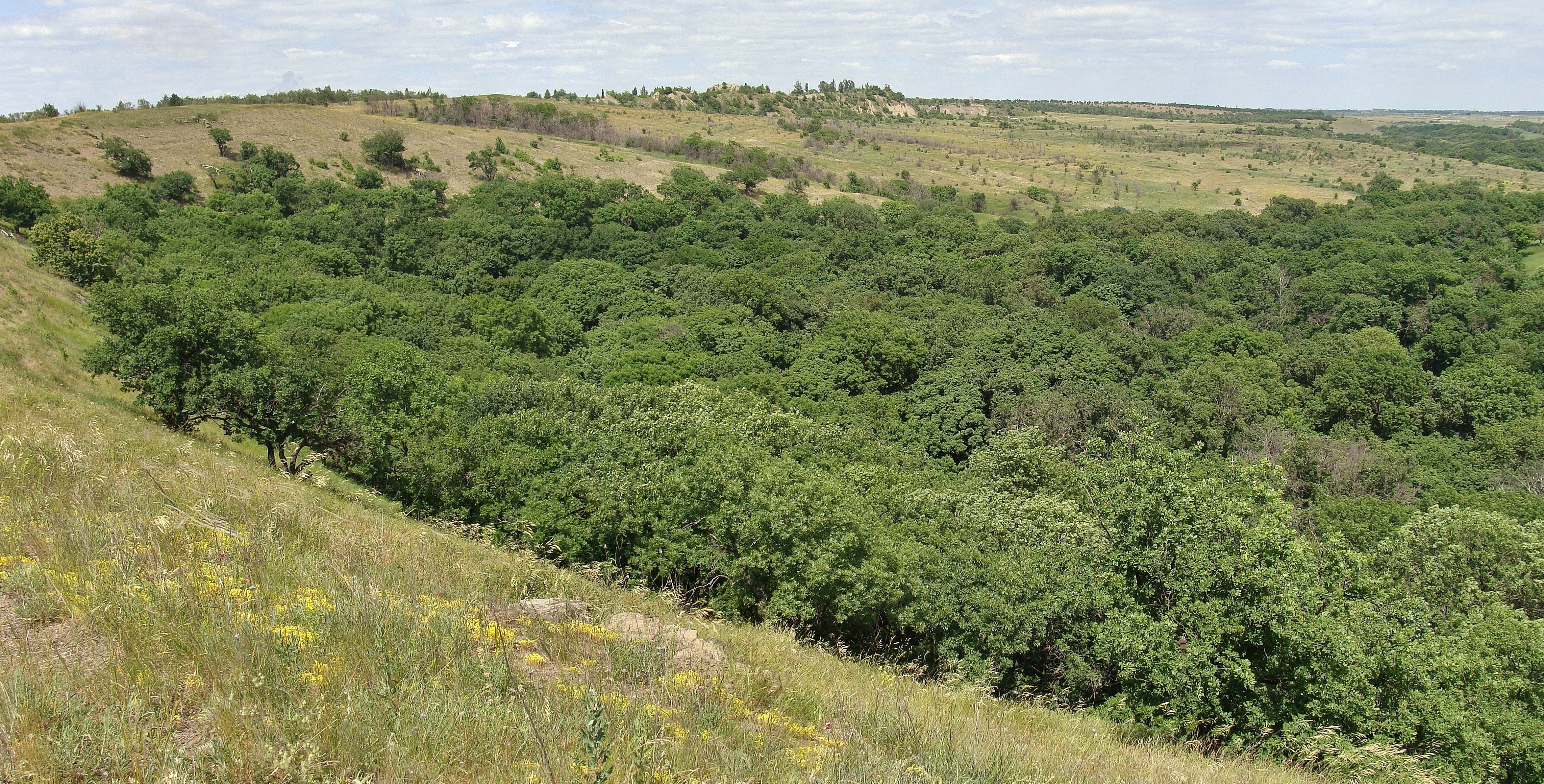
Svahový údolní les (bajrak) v Rusku
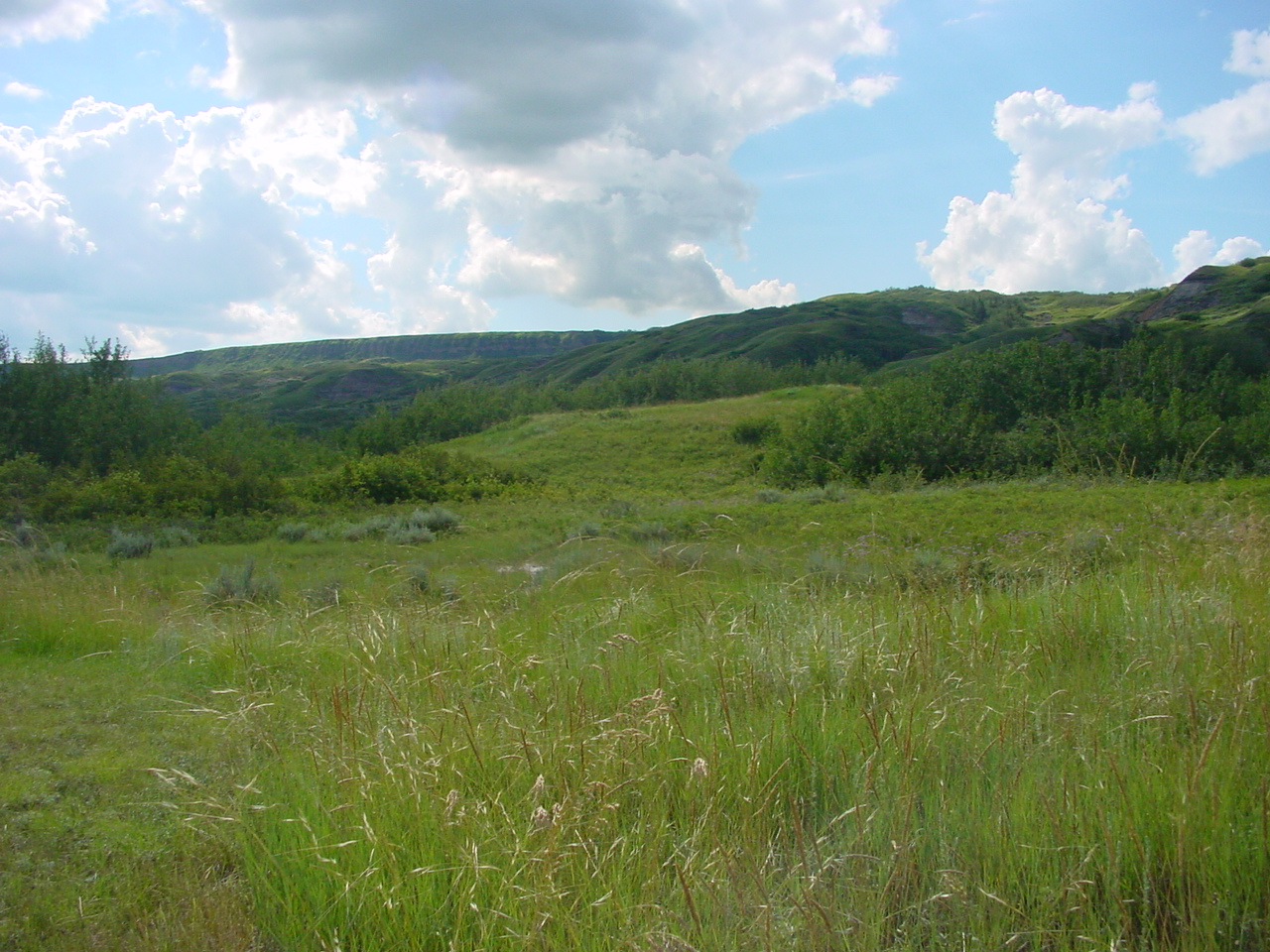
Krajina oblasti Aspen Parklands v Kanadě
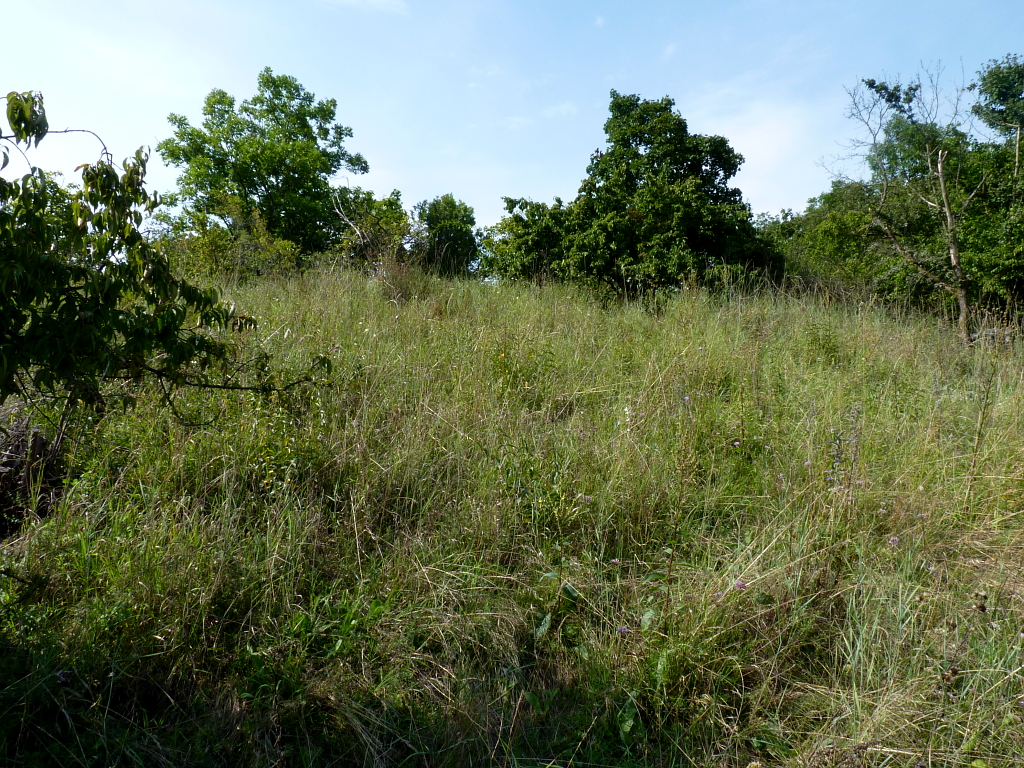
Drobné světliny, tzv. lesostepní polanky, mohou být útočištěm stepní bioty i mimo vlastní stepní a lesostepní oblast (Velký Hornek)